# Danilo Grassi
Danilo Grassi (Lonate Pozzolo, 1º gennaio 1941) è un ex ciclista su strada italiano.
Da dilettante vinse il titolo mondiale della cronometro a squadre nel 1962 e la medaglia d'argento nel 1963. Fu poi professionista dal 1964 al 1965.

## Carriera
Passista veloce, iniziò a gareggiare nel 1956, vincendo venti gare da allievo e circa sessanta da dilettante. In particolare, da dilettante fu selezionato nella squadra italiana per la cronometro a squadre dei campionati del mondo, vincendo la medaglia d'oro nel 1962 a Roncadelle in quartetto con Mario Maino, Antonio Tagliani e Dino Zandegù, e la medaglia d'argento l'anno dopo a Herentals con Pasquale Fabbri e gli stessi Maino e Zandegù. Tra i dilettanti vinse anche, sempre nel 1963, la medaglia d'oro nella cronometro a squadre di 100 chilometri ai Giochi del Mediterraneo a Napoli (in entrambi i casi con Maino, Fabbri e Zandegù).
Passò professionista nell'ottobre 1963 con la Legnano, ma già nel 1964 si accasò alla Lygie e nel 1965 passò alla Maino. Nel periodo da professionista ottenne alcuni piazzamenti in classiche del calendario nazionale e si aggiudicò nel 1965 la 14ª tappa del Giro d'Italia, da Milano a Novi Ligure. Concluse l'attività professionistica a fine 1965.

## Palmarès
- 1965 (Maino, una vittoria)

14ª tappa Giro d'Italia (Milano > Novi Ligure)

### Altri successi
- 1962 (dilettanti)

Campionati del mondo, Cronometro a squadre dilettanti (Salò)
- 1963 (dilettanti)

Campionati italiani, Cronometro a squadre dilettanti
Giochi del Mediterraneo, Cronometro a squadre dilettanti

## Piazzamenti

### Grandi Giri
- Giro d'Italia

1964: 87º
1965: 79º

### Competizioni mondiali
- Campionati del mondo su strada

Roncadelle-Salò 1962 - Cronosquadre dilettanti: vincitore
Herentals-Ronse 1963 - Cronosquadre dilettanti: 2º

## Riconoscimenti
- Medaglia d'Oro al Valore Atletico
- Collare d'oro al merito sportivo